# Je zit op rozen
Je zit op rozen is een nummer van de Nederlandse zanger Marco Borsato uit 1997. Het is de vierde single van zijn zesde studioalbum De waarheid.
Het nummer gaat over iemand bij wie alles meezit. Hoewel het nummer in Nederland geen hitlijsten bereikte, haalde het in Vlaanderen de 17e positie in de Tipparade.